# هنري بريماكوف
هنري بريماكوف (بالإنجليزية: Henry Primakoff)‏ (و. 1914 – 1983 م) هو فيزيائي، وأستاذ جامعي من الولايات المتحدة الأمريكية . ولد في أوديسا.
وكان عضواً في الأكاديمية الوطنية للعلوم، والأكاديمية الأمريكية للفنون والعلوم .
توفي في فيلادلفيا (بنسيلفانيا) ، عن عمر يناهز 69 عاماً.

## جوائز
حصل على جوائز منها:
- زمالة غوغنهايم.